# Tetanusz
A tetanusz (magyarul merevgörcs) egy gyakran halállal végződő fertőző betegség, ami leginkább az izommozgató idegeket érinti. Kórokozója a Clostridium tetani nevű anaerob baktérium. Spórái mindenütt előfordulnak az utca porában, vagy a kerti földben. Ha a spórák nyílt sebbe kerülnek, akkor a fertőzés bekövetkezett. Levegőtől, oxigéntől elzárt helyen a baktérium elszaporodik és toxinokat termel, amik károsítják az izommozgató idegeket, ezzel bénulást és görcsöket okoznak, és károsítják a szívet is. Görcsöt okoz az állkapocsban, és a test más helyein. A fertőzés védőoltással megelőzhető, a betegség kialakulása profilaxissal megakadályozható.

## Kórokozója
A tetanuszt gyakran a rozsdával kapcsolják össze, de ez az elgondolás félrevezető. A rozsdás objektumok, drótok, szegek gyakran kint találhatók, de a rozsda önmagában nem okoz tetanuszt. A rozsdás fém felülete jó helyet kínál a C. tetani spóráinak, és a hegyes végek átszúrhatják a bőrt, lehetőséget nyújtva a baktériumoknak a fertőzésre.
A sebbe jutva a spórák felélednek, beindul az anyagcseréjük és szaporodni kezdenek. Így a szeg szúrása tetanuszfertőzést okozhat, akár rozsdás, akár nem, mivel ugyanaz a tárgy kínálja az oxigénmentes környezetet, mint ami a sebet okozza.

## Elterjedése
A tetanusz elterjedt az egész Földön. A betegség majdnem kizárólagosan azokat érinti, akik nincsenek, vagy nem megfelelően vannak beoltva ellene. Gyakoribb a meleg, nedves éghajlatú vidékeken, ahol a talaj szerves anyagokban gazdag. Ez részben a szerves trágyával dúsított talajokra is igaz, mivel a tetanusz spórái sok állat beleiben, így ürülékében szintén fellelhetők. Mezőgazdasági vidékeken jelentős számú ember is hordozójuk. A spórák megtalálhatók a bőr felszínén és a szennyezett heroinban is, intravénás használói külön kockázati csoportot alkotnak.
A nem iparosodott országokban a tetanusz máig jelentős egészségügyi probléma, különösen az újszülöttek tetanusza. Évente egymillió tetanuszfertőzést jelentenek, és a betegségben meghaltak számát a különböző becslések 300 ezer és 500 ezer közé teszik.

## Tünetei
A tetanusz az akarattal mozgatható vázizmokat bénítja. A szívizmot nem bénítja annak önálló ingerületvezetési rendszere miatt. A különböző beszámolók szerint a halálozási arányszám 48 és 73% között változik. Legmagasabb az arány a nem oltottak és a 60 évnél idősebbek között.
A lappangási idő 8 nap és több hónap között változik. Minél messzebb van a sérülés helye a központi idegrendszertől, annál később jelentkeznek a tünetek. Minél hamarabb jelentkeznek a tünetek, annál súlyosabbak. Az újszülöttek tetanuszában a születéstől számított lappangási idő 4 és 14 nap között változik, de átlagosan 7 nap. A klinikai leletek alapján a tetanusz négy megjelenési formája különíthető el.
- Az általános tetanusz a tetanusz leggyakoribb formája (80%). Első jele az állkapocs megmerevedése által létrejött szájzár, és a mimikai izmok görcse miatt beálló akaratlan mosoly, a risus sardonicus. Ezt követi a nyak megmerevedése, nyelési nehézségek, majd a mellkasi és a hátizmok görcse. A további tünetek közé tartozik a hőemelkedés, az enyhe láz, az izzadás, és a heves szívdobogás. Gyakoriak a percekig tartó görcsök. A görcsök hatására a hát homorúvá feszül. Négy héten belül elmúlnak a görcsök, de a teljes gyógyulás több hónapot is igénybe vehet.
- Az újszülöttek tetanusza az általános tetanusz újszülötteken megjelenő formája. Oka a köldökcsonk megfertőződése. Az áldozatok olyan újszülöttek, akik anyjuk oltatlansága miatt nem szerezhetnek passzív immunitást. A fejlődő országokban ez a betegség felelős az újszülöttkori halálozás 14%-áért. A fejlett országokban ritka.[6]
- A helyi tetanusz a tetanusz ritka formája, amit a fertőzés helyén levő izmok állandó összehúzódása jellemez. Ez hetekig is eltarthat. Enyhébb, mint az általános tetanusz, de könnyen átalakulhat azzá. 1%-os valószínűséggel halálos.
- Az agyi tetanusz a betegség egy ritka formája, amit fejsérülés, vagy középfülgyulladás okozhat. Ekkor az agyidegeket támadja meg, különösen az arcideget.

## Hatásmechanizmusa
A tetanusz a Clostridium tetani pálcika alakú baktérium spóráinak sérült szövetbe jutásával kezdődik. A spórák felélednek, és tetanospasmint termelnek. Ez a toxin inaktív a baktériumban, de annak pusztulásával kikerül a szövetekbe, ahol proteáz hatására aktiválódik. Az aktív toxin a sejtek belső szállítási rendszerével, axonális transzporttal szállítódik a gerincvelőbe és az agytörzsbe. Irreverzibilisen kötődik az idegsejtek végződéseihez, beburkolva azok felszíni fehérjéit, ezzel blokkolja az ingerület továbbadását. Így kiváltja a betegség tüneteit.
Az így megsérült központi mozgatóidegek nem tudják átadni az ingerületet a környéki mozgatóidegeknek, és a reflexeket sem tudják irányítani. Ezek a mechanizmusok izommerevséget és görcsöket okoznak. A mellékvesék az idegi kontroll alól kikerülve több hormont választanak el, ami hiperszimpatikus állapotot okoz, ezzel további zavarokhoz vezet.
A kórokozó tetanolysint is termel, aminek még nem tisztázott a szerepe a tetanusz megjelenésében.

## Felismerése
Jelen ismereteink szerint a tetanuszt nem lehet vérteszt alapján felismerni. A baktériumok jelenléte szintén nem ad támpontot, mivel csak a betegek 30%-ából mutatható ki. A C. tetani laboratóriumi azonosítása csak egérkísérlettel lehetséges. Ezért a diagnózis minden esetben a tüneteken alapul.
A spatulateszt klinikai vizsgálat, amiben egy spatulával benyúlnak a garat hátsó részébe. A teszt eredménye pozitív, ha a beteg ráharap a spatulára. A teszteredmény negatív, ha normál, a spatula kiköpését célzó reflexek mutatkoznak. A The American Journal of Tropical Medicine and Hygiene egy jelentése szerint a teszt nem ad hamis pozitív eredményt, és a hamis negatív eredmény valószínűsége 6%.

## Kezelése
A sebet ki kell tisztítani, és az elhalt, vagy fertőzött szövetet eltávolítani. Az antibiotikumok közül inkább metronidazolt adnak, mint penicillint, mert az utóbbi növeli a görcsöket. Így csak akkor használják, ha nincs kéznél metronidazol. Az emberi anti-tetanospasmin immunoglobulinnal vagy tetanusz immunoglobulinnal való passzív immunizálás gyötrelmes. Ha a specifikus immunglobulin nem érhető el, akkor normál emberi immunglobulint adnak. A tetanusz minden áldozata beoltandó a betegség ellen, vagy emlékeztető oltást kell, hogy kapjon.

### Enyhe tetanusz
Az enyhe tetanusz kezelésére használt szerek:
- tetanusz immunoglobulin, IV vagy IM
- metronidazol, IV 10 napig
- diazepam
- tetanuszoltás

### Súlyos tetanusz
A súlyos betegeket az intenzív osztályokon kezelik. Az enyhe tetanusznál felsoroltakon kívül használt szerek, eszközök és módszerek:
- emberi tetanusz immunglobulin az agyhártya vagy a gerincvelő hártyája alá adva
- légcsőmetszés és gépi lélegeztetés 3-4 hétig
- magnézium intravénásan adva
- diazepam infúzióban
- a tetanusz további hatásainak kivédésére IV labetalolt, magnéziumot, clonidine-t, vagy nifedipine-t adnak

A diazepam és az izomrelaxánsok a görcsök enyhítésére valók. Extrém esetekben kuráreszerű drogokkal lebénítják a beteget, és géppel biztosítják a lélegeztetést.
A túléléshez a lélegzés biztosításán kívül szükséges a megfelelő táplálás. A napi 3500-4000 kalóriát és 150 gramm fehérjét tartalmazó tápszert gyakran közvetlenül a gyomorba, vagy vénásan adagolják folyékony formában. Erre a görcsök miatt megnövekedett izommunka miatt van szükség. A teljes gyógyulás 4-6 hetet vesz igénybe, mivel a szervezetnek le kell cserélnie a sérült sejtmembránokat.

## Megelőzése
Sok fertőző betegségtől eltérően a tetanuszfertőzés túlélése nem biztosít egész életre szóló védelmet, mivel a toxinok nem váltanak ki immunválaszt még halálos adagban sem.
A tetanusz elleni oltás a toxinhoz hasonló anyagokat, toxoidokat tartalmaz. A CDC (Center for Disease Control and Prevention, Amerikai Egyesült Államok) az emlékeztető oltások tíz évenkénti adását javasolja. Sok helyen elterjedt gyakorlat, hogy fertőzésgyanús sérülés esetén is emlékeztető oltást adnak, ha bizonytalan, hogy a sérült mikor kapta az utolsó emlékeztetőt. Azonban ez az oltás nem véd meg biztosan az aktuális sebtől kiinduló fertőzéstől, mert az antitesttermelés megindulása akár két hétbe is telhet.
Hétéves kor alatt a tetanusz elleni oltást kombináltan adják a Di-Per-Te vakcinában, ami diftéria és szamárköhögés ellen is véd. Hétéves kor fölött diftéria ellen kombinált oltással, vagy acelluralis pertussis ellen is védő oltással oltanak.

## Története
Már az ókorban ismert volt a kapcsolat a sebek és az életveszélyes izomgörcsök között. 1884-ben Arthur Nicolaier izolálta a tetanusztoxint szabadon élő anaerob talajbaktériumokból. A betegség okát 1884-ben Antonio Carle és Giorgio Rattone olasz orvosok ismerték fel, akik először vittek át tetanuszt emberről nyúlra. 1889-ben Kitaszato Sibaszaburó japán kutatóorvos kimutatta a tetanusz egy emberi áldozatából a C. tetanit, és később azt is megmutatta, hogy az organizmus képes állatokba injekciózva betegséget kiváltani, és hogy specifikus antitestekkel a toxin ártalmatlanná tehető. 1897-ben Edmond Nocard antitoxinnal passzív immunitást váltott ki emberekben. 1924-ben P. Descombey kifejlesztette a toxoid vakcinát, amit elterjedten használtak a második világháborúban a tetanuszfertőzés kivédésére.

## Fordítás
Ez a szócikk részben vagy egészben  a   Tetanus című angol Wikipédia-szócikk ezen változatának fordításán alapul.  Az eredeti cikk szerkesztőit annak laptörténete sorolja fel. Ez a jelzés csupán a megfogalmazás eredetét és a szerzői jogokat jelzi, nem szolgál a cikkben szereplő információk forrásmegjelöléseként.